# Gina Dirawi

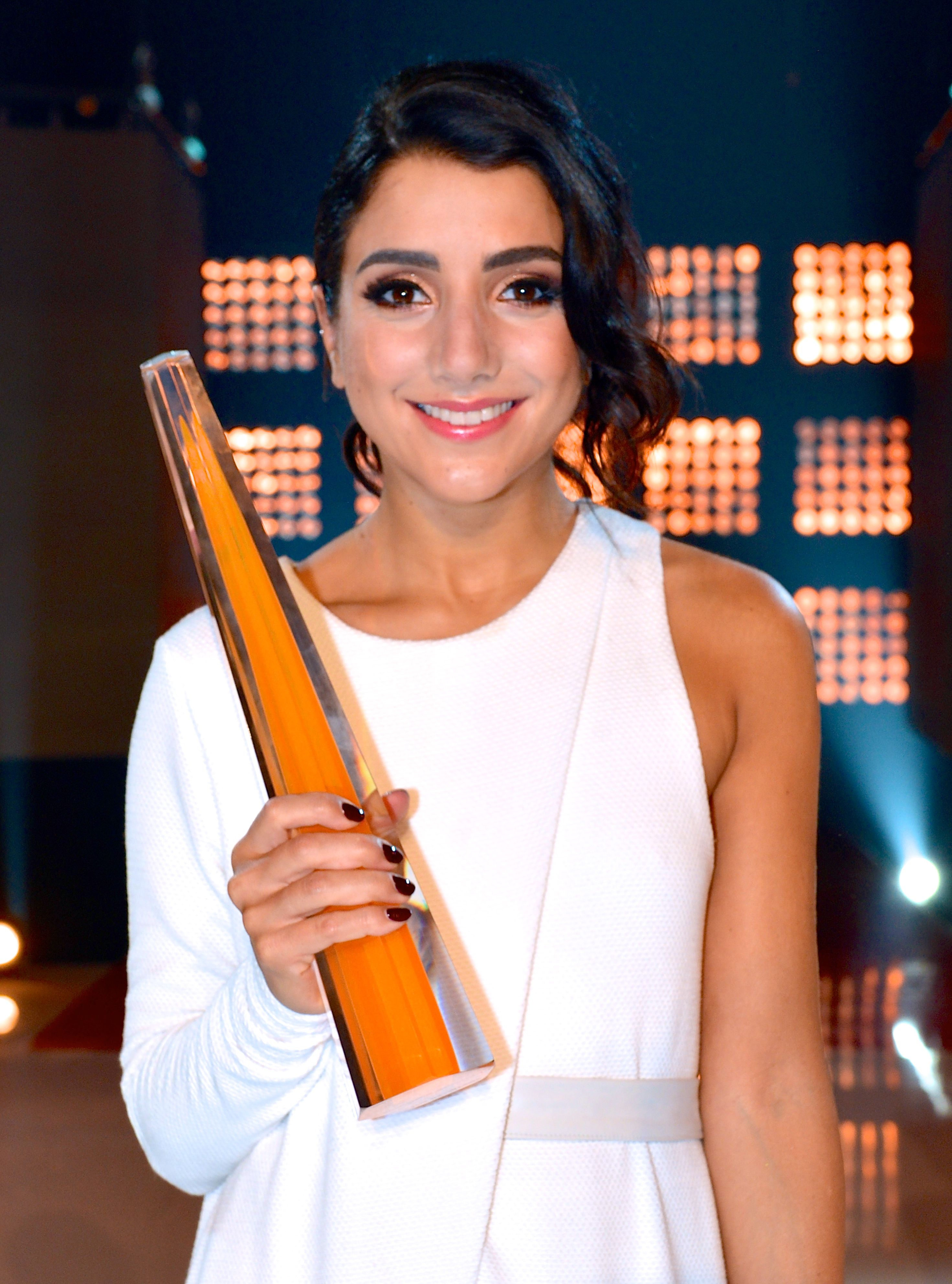
Gina Dirawi (2013)

Gina Dirawi (arabisch جينا ديراوي ; * 11. Dezember 1990 in Sundsvall, Västernorrlands län) ist eine schwedische Moderatorin, Sängerin, Schauspielerin und Model palästinensischer Abstammung. Besondere Aufmerksamkeit erlangte sie durch die Moderation von Melodifestivalen, dem schwedischen Vorentscheid zum Eurovision Song Contest.

## Leben und Karriere
Dirawi ist zweites von vier Kindern einer palästinensischen, aus dem Libanon stammenden Familie. Dirawi begann ihre Karriere im März 2009 mit ihrem YouTube-Kanal „Ana Gina“ und lud einige Vloggs hoch.
2012 moderierte sie, zusammen mit Helena Bergström und Sarah Dawn Finer, erstmals das Melodifestivalen. Im Folgejahr 2013 moderierte sie die Sendung erneut, diesmal zusammen mit Danny Saucedo. Auch 2016 moderierte sie die Sendung. Hierbei wurde sie unter anderem von Petra Mede, Sarah Dawn Finer und William Spetz unterstützt.